# Weltanschauung

Crucea andină sau Chakana

Weltanschauung (literal, „privire înspre lume”) reprezintă un termen consacrat din filosofia germană și desemnează modul sistematic în care individul înțelege și interpretează sensul lumii și al vieții. Termenul este utilizat ca sinonim pentru expresia „părere despre lume și viață,” ori „convingere metafizică sau „concepție metafizică.” 
Noțiunea de Weltanschauung se remarcă prin neutralitatea cu care desemnează opiniile despre lume și viață ale individului, incluzând atât convingerile religioase, cât și pe cele nereligioase, deci toate reflecțiile sistematice privind rostul sau lipsa de rost a existenței lumii și a omului în lume.

## Legături externe
- „Weltanschauung” la DEX online